# Abraham Lincoln dans l'art et la culture

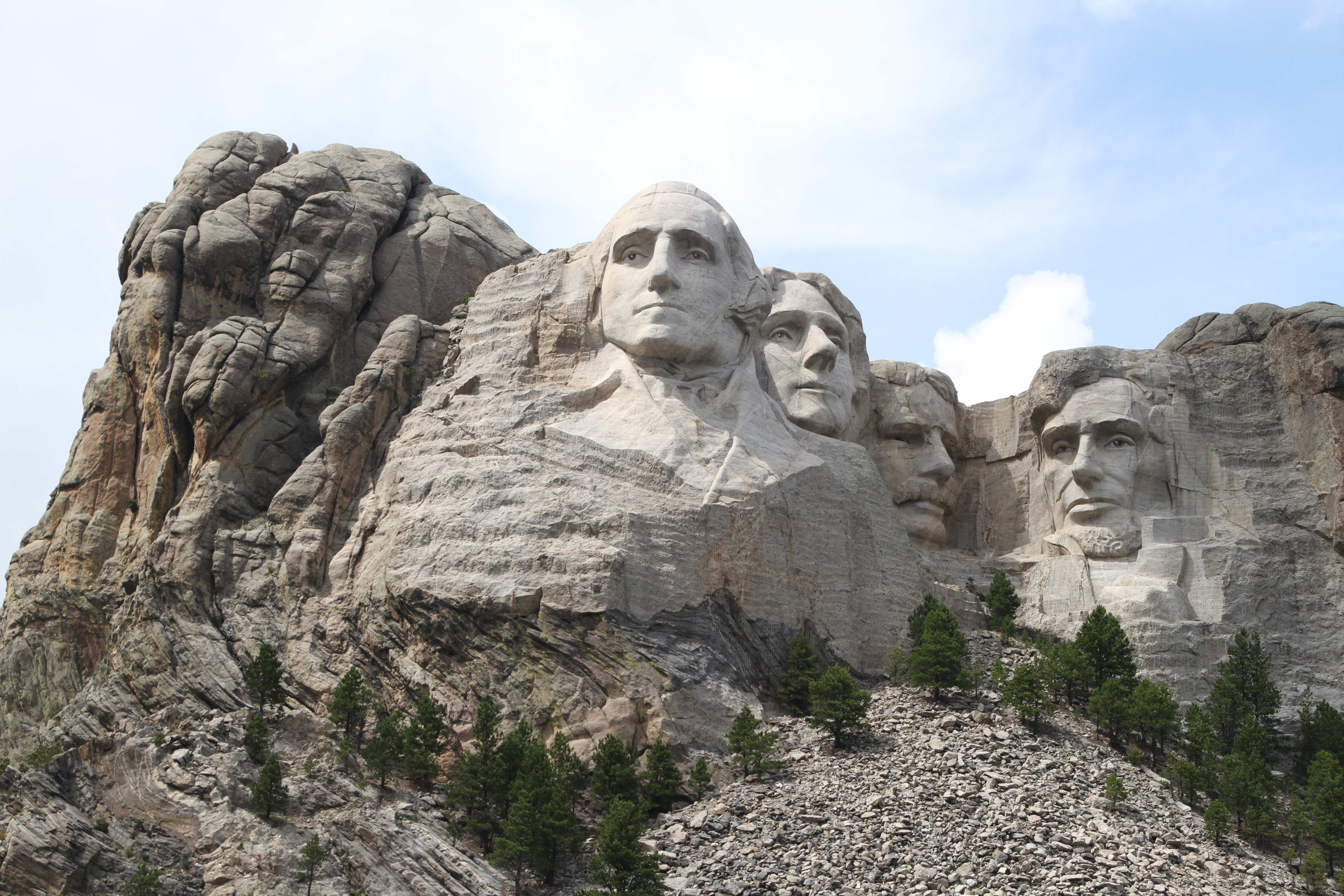
Le mont Rushmore (Lincoln est figuré à droite).

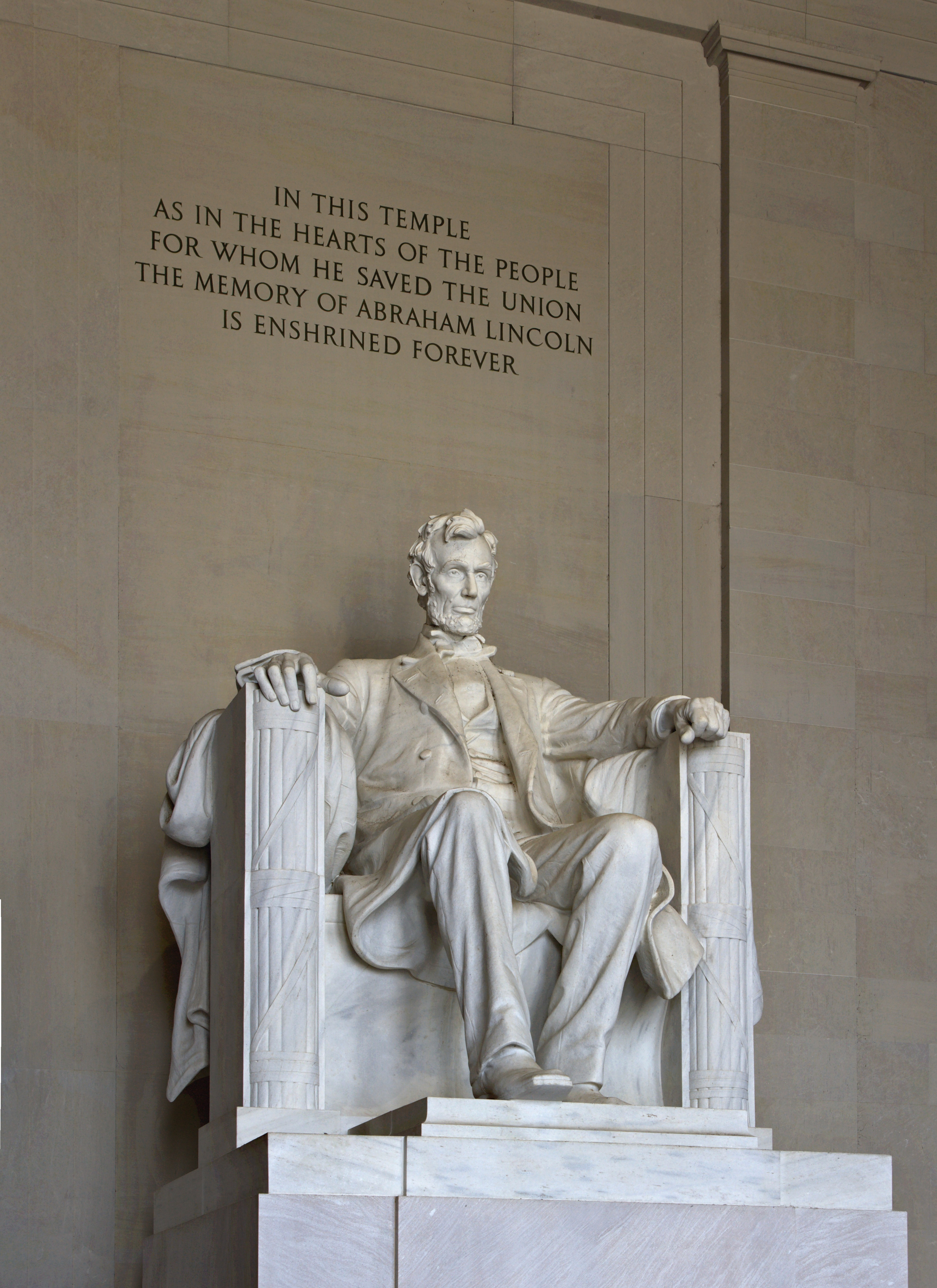
Statue dans le Lincoln Memorial.

Depuis sa mort en 1865, Abraham Lincoln est un personnage américain emblématique, généralement dépeint de manière favorable ou héroïque, sous de nombreuses formes. Il a ainsi été presque souvent toujours été vu par Hollywood sous un jour flatteur,. Il a été montré sous un large éventail de formes diverses, dont notamment des chronologies alternatives, des animations, des documentaires ou des petits caméos et même des interprétations romancées.

## Sculpture
Plusieurs villes et États américains possèdent des monuments à la mémoires de Lincoln. Les plus connus sont la figure sculptée dans le mont Rushmore ainsi que le Lincoln Memorial. La ville de Chicago compte une statue du président à Grant Park. L'Illinois s'honore d'un musée Abraham-Lincoln dans la ville de Springfield, qui est l'un des principaux musées consacrés au président. Le Lincoln Center for the Performing Arts est un centre culturel de New York, construit dans les années 1960 et qui demeure le siège d'une douzaine de compagnies artistiques. Jusqu'en 2020, la ville de Portland (Oregon) comptait une statue d'Abraham Lincoln.
On trouve aussi des statues d'Abraham Lincoln dans de nombreux pays. À Ciudad Juárez, dans le Chihuahua au Mexique, se trouve une statue en bronze de 4 mètres de haut, cadeau des États-Unis inauguré en 1966 par le président Lyndon B. Johnson. En échange, les États-Unis ont reçu une statue de Benito Juárez, qui se trouve à Washington, D.C.
Il existe au moins trois statues de Lincoln au Royaume-Uni : une située au Parliament Square à Londres, façonnée par Augustus St. Gaudens, une à Manchester, sculptée par George Grey Barnard et une autre à Édimbourg, œuvre de George Bissell. On compte également un buste du président à l'église St Andrew à Hingham dans le Norfolk, où les ancêtres de Lincoln ont vécu.
À Cuba, à La Havane, un buste d'Abraham Lincoln se trouve au musée de la Révolution ainsi qu'une petite statue située devant l'école Abraham-Lincoln et un autre buste posé près du El Capitolio.
À Quito, en Équateur, une statue de Lincoln se trouve sur la Plaza Abraham Lincoln.
L'Avenida Abraham Lincoln, à Saint-Domingue en République dominicaine, est l'une des rues les plus importantes et les plus fréquentées de la capitale.
Dans la province de Buenos Aires en Argentine, il existe une ville nommée Lincoln.

## Poésie
Peu après la mort de Lincoln, des centaines de poèmes ont été écrits à son sujet. L'historien Stephen B. Oates note que « jamais la nation n'avait autant pleuré un dirigeant déchu », tandis que le professeur William Pannapacker affirme que « peut-être aucun événement de l'histoire américaine n'a produit un tel déferlement de vers ». Décrire Lincoln comme un martyr devient un « sous-genre populaire ».
Walt Whitman a été fasciné par Lincoln pendant la guerre civile américaine et a écrit plusieurs poèmes à son sujet après sa mort. Les poèmes de Whitman sur Lincoln sont :
- O Captain! My Captain! (1865),
- When Lilacs Last in the Dooryard Bloom'd (1865),
- Hush'd Be the Camps To-Day (1865),
- Cette poussière était autrefois l'homme (1871).

Parmi les autres poèmes sur Lincoln, citons ;
- Abraham Lincoln Walks at Midnight de Vachel Lindsay, (1914),
- L'Ode à la commémoration de James Russell Lowell (1865).

## Peinture et gravure

Alexander Hay Ritchie : Death of Lincoln (1868), manière noire d'après sa propre peinture : une image largement diffusée en son temps.

C'est par la gravure, une technique permettant de reproduire une image à de multiples exemplaires, que la diffusion du portrait de Lincoln devient effective dans tout le pays et au-delà, dès son accession à la présidence.
L'un de ses portraits les plus diffusés reste celui conçu par Victor David Brenner pour la pièce de 1 cent de dollar américain, frappée à partir de 1909.

## Chanson
Plus de 1000 morceaux de musique couvrant toutes les générations depuis sa présidence ont été écrits sur Lincoln.
- Dick Holler a écrit Abraham, Martin and John, morceau ensuite enregistré par Dion, qui l'a sorti en single sur Laurie Records en 1968. Cette chanson populaire est diffusée la première fois sous une couverture de partition représentant le mont Rushmore[4].

## Bande dessinées et comics
- Dans le comics Invincible écrit par Robert Kirkman, le super-héros dénommé "L'Immortel" a été le président Abraham Lincoln au cours de sa longue vie.

## Filmographie
Le personnage d’Abraham Lincoln, président des États-Unis entre 1861 et 1865, a été représenté dans de nombreux films, téléfilms et séries télévisées. Pratiquement tous les genres y sont abordés : historique, patriotique, comique, surnaturel et uchronique. Majoritairement américains, toutes ces œuvres cinématographiques consacrent à faire du juriste de l’Illinois, futur sauveur de l’Union, un héros national en dépeignant sa lutte pour l'abolition de l'esclavage, sa détermination à vaincre les États sécessionniste, tout en véhiculant une image paternaliste, voire d'honnêteté politique.

### Cinéma
Sauf indication contraire, les informations mentionnées dans cette section peuvent être confirmées par la base de données cinématographiques IMDb,  présente dans la section « Liens externes ».
- 1908 : The Reprieve : An Episode in the Life of Abraham Lincoln de Van Dyke Brooke, le film montre Lincoln graciant une sentinelle qui s'est endormie en service[8].
- 1909 :
  - The Martyred Presidents est un court métrage muet de Edwin S. Porter où l’on voit les différentes figures des président américains assassinés durant leur mandat. Abraham Lincoln est représenté par une photographie officielle.
  - The Assassination of Abraham Lincoln produit par Penn Motion Picture Co., acteur inconnu.
- 1910 : La clémence d'Abraham Lincoln de Theodore Wharton avec Leopold Wharton.
- 1911 :
  - His First Commission d'un réalisateur inconnu avec Charles Brabin
  - A Romance of the 60's de Lubin Manufacturing Company avec Romaine Fielding.
  - The Battle Hymn of the Republic de James Stuart Blackton et Laurence Trimble avec Ralph Ince.
  - Lieutenant Grey of the Confederacy de Francis Boggs avec James Dayton.
  - One Flag at Last produit par Vitagraph Company of America avec Ralph Ince.
- 1912 :
  - The Seventh Son de Hal Reid avec Ralph Ince.
  - The Fall of Blackhawk de William Lee avec Harry Lonsdale.
  - The Higher Mercy de William V. Ranous avec Ralph Ince.
  - Lincoln's Gettysburg Address de James Stuart Blackton et James Young avec Ralph Ince.
  - On Secret Service de Walter Edwards, avec Francis Ford.
- 1913 :
  - The Battle of Gettysburg de Thomas H. Ince et Charles Giblyn avec Charles Edler.
  - When Lincoln Was President produit par Pilot Films Corporation See more, acteur inconnu.
  - Song Bird of the North de Ralph Ince avec Ralph Ince.
  - From Rail Splitter to President de Francis Ford avec Francis Ford.
  - The Great Sacrifice de Raymond B. West avec Francis Ford.
  - Le Désastre de Charles Giblyn et Thomas H. Ince avec Charles Edler.
  - The Toll of War de Francis Ford avec Francis Ford.
  - With Lee in Virginia de William J. Bauman avec Francis Ford.
  - The Battle of Bull Run de Francis Ford avec Francis Ford.
  - When Lincoln Paid de Francis Ford avec Francis Ford.
- 1914 :
  - Lincoln, the Lover de Ralph Ince avec Ralph Ince.
  - The Sleeping Sentinel de Clay M. Greene avec George Steele.
- 1915 :
  - L'Invasion des États-Unis de James Stuart Blackton et Wilfrid North avec William J. Ferguson.
  - The Heart of Lincoln de Francis Ford avec Francis Ford
  - The Life of Abraham Lincoln de Langdon West avec Frank McGlynn Sr. dans le rôle d'Abraham Lincoln.
  - Naissance d'une nation de D. W. Griffith avec Joseph Henabery.
- 1916 : The Crisis de Colin Campbell avec Sam D. Drane.
- 1917 :
  - Myself de Benjamin Chapin avec Charles Jackson (jeune) et Benjamin Chapin (âgé).
  - La Fille du fugitif de Lloyd Ingraham avec Benjamin Chapin.
  - My Father de Benjamin Chapin avec Charles R. Jackson (jeune) et Benjamin Chapin (âgé).
  - My Mother de Benjamin Chapin avec Charles R. Jackson (jeune) et Benjamin Chapin (âgé).
  - The Lincoln Cycle de John M. Stahl avec Charles R. Jackson (jeune) et Benjamin Chapin (âgé).
- 1918 :
  - A Call to Arms de Benjamin Chapin avec Benjamin Chapin.
  - My First Jury de Benjamin Chapin avec Benjamin Chapin.
  - Tender Memories de Benjamin Chapin avec Benjamin Chapin.
  - A President's Answer de Benjamin Chapin avec Benjamin Chapin.
  - The Son of Democracy de Benjamin Chapin avec Benjamin Chapin.
  - Under the Stars de Benjamin Chapin avec Benjamin Chapin.
  - Down the River de Benjamin Chapin avec Benjamin Chapin.
  - Native State de Benjamin Chapin avec Benjamin Chapin.
  - Madame Qui ? de Reginald Barker avec Clarence Barr.
  - My Own United States de John W. Noble avec Gerald Day.
  - Victory and Peace de Herbert Brenon avec Rolf Leslie.
  - The Slave Auction de Benjamin Chapin avec Benjamin Chapin.
- 1920 :
  - The Copperhead de Augustus Thomas avec Nicholas Schroell.
  - Le Héros du silence de Charles Maigne avec N. Schroell.
  - The Land of Opportunity produit par Selznick Pictures Corporation avec Ralph Ince.
- 1921 : The Highest Law produit par Selznick Pictures Corporation avec Ralph Ince.
- 1922 : In the Days of Buffalo Bill de Edward Laemmle avec Joel Day.
- 1924 :
  - Abraham Lincoln de J. Searle Dawley avec Frank McGlynn Sr.
  - La Vie dramatique d'Abraham Lincoln de Phil Rosen avec George A. Billings.
  - Wide Open Spaces de George Jeske avec Charles Dudley ;
  - Le Cheval de fer de John Ford avec Charles Edward Bull.
  - Barbara Frietchie de Lambert Hillyer avec George A. Billings.
- 1925 : Le Sans patrie de Rowland V. Lee avec George A. Billings.
- 1926 :
  - Hands Up! de Clarence G. Badger avec George A. Billings.
  - Raymond s'en va-t-en guerre de Clarence G. Badger avec George A. Billings.
- 1927 : The Heart of Maryland de Lloyd Bacon avec Charles Edward Bull.
- 1928 : La Belle Insurgée de George B. Seitz avec Frank Austin.
- 1929 : The Overland Telegraph de John Waters avec Joseph Mills.
- 1930 : Abraham Lincoln de D. W. Griffith avec Walter Huston.
- 1932 : Le Président fantôme de Norman Taurog avec Charles Middleton.
- 1934 : Are We Civilized ? de Edwin Carewe avec Frank McGlynn Sr.
- 1935 : La Petite Rebelle de David Butler avec Frank McGlynn Sr.
- 1936 :
  - Une aventure de Buffalo Bill de Cecil B. DeMille avec Frank McGlynn Sr.
  - Je n'ai pas tué Lincoln de John Ford avec Frank McGlynn Sr.
  - Hearts in Bondage de Lew Ayres avec Frank McGlynn Sr.
- 1937 : Victoria the Great de Herbert Wilcox avec Percy Parsons.
- 1938 : Of Human Hearts de Clarence Brown avec John Carradine.
- 1939 :
  - Lincoln in the White House de William C. McGann avec Frank McGlynn Sr.
  - Vers sa destinée de John Ford avec Henry Fonda.
  - L'impératrice folle de Miguel Contreras Torres avec Frank McGlynn Sr.
- 1940 :
  - La Caravane héroïque de Michael Curtiz avec Victor Killian.
  - Abraham Lincoln de John Cromwell avec Raymond Massey.
- 1951 : Le Grand Attentat d'Anthony Mann avec Leslie Kimmel.
- 1953 : Lapin sauce sudiste de Friz Freleng avec Mel Blanc.
- 1955 :
  - Medic de John Brahm avec Austin Green.
  - Le Prince des acteurs de Philip Dunne avec Stanley Hal.
- 1956 : Telephone Time de Lewis Allen avec Ronnie Lee.
- 1957 : L'Histoire de l'humanité de Irwin Allen avec Austin Green.
- 1962 : La Conquête de l'Ouest de Henry Hathaway, John Ford et George Marshall avec Raymond Massey.
- 1972 : The Great Man's Whiskers de Philip Leacock avec Dennis Weaver.
- 1973 : Sandburg's Lincoln avec Hal Holbrook.
- 1976 : The Adams Chronicles de Paul Bogart avec Stephen D. Newman.
- 1977 : The Lincoln Conspiracy de James L. Conway avec John Anderson.
- 1982 : Les Bleus et les Gris de John Leekley avec Gregory Peck.
- 1986 : Dream West de Dick Lowry avec F. Murray Abraham.
- 1988 : Lincoln de Lamont Johnson avec Sam Waterston.
- 1989 : L'Excellente Aventure de Bill et Ted de Stephen Herek avec Robert V. Barron.
- 1998 :
  - The Secret Diary of Desmond Pfeiffer de Barry Fanaro avec Dann Florek.
  - American History X de Tony Kaye (à la fin du film) .
  - The Day Lincoln Was Shot de John Gray avec Lance Henriksen.
- 2002 : The Master of Disguise de Perry Andelin Blake avec Buddy Bolton.
- 2004 :The Assassination of Abraham Lincoln de Stephen Feder avec Michael Krebs.
- 2007 : Benjamin Gates et le Livre des secrets de Jon Turteltaub avec Glenn Beck.
- 2011 : La Conspiration de Robert Redford avec Gerard Bestrom.
- 2012 :
  - Abraham Lincoln, chasseur de vampires de Timour Bekmambetov avec Benjamin Walker
  - Abraham Lincoln, tueur de zombies de Richard Schenkman avec Brennen Harper (jeune version) et Bill Oberst Jr (version âgé).
  - FDR: American Badass ! de Garrett Brawith avec Kevin Sorbo.
  - Lincoln de Steven Spielberg avec Daniel Day-Lewis.
- 2013 :
  - Killing Lincoln de Adrian Moat avec Billy Campbell.
  - Saving Lincoln de Salvador Litvak avec Tom Amandes.
- 2014 :
  - M. Peabody et Sherman : Les Voyages dans le temps de Rob Minkoff avec Jess Harnell.
  - Sous l'aile des anges de A.J. Edwards avec Braydon Denney.
  - La Grande Aventure Lego de Phil Lord et Chris Miller avec Will Forte.
- 2015 : The Ridiculous 6 de Frank Coraci avec Dan Patrick ;
- 2016 : Race for the White House (en) produit par Cable News Network avec Mark Ettlinger.
- 2021 : America : Le Film de Matt Thompson avec Will Forte.

### Télévision

#### Série
- 1961 : La Route de la mort d'Elliot Silverstein avec Austin Green.
- 1965 : The Chase de Terry Nation avec Robert Marsden.
- 1966 : Au cœur du temps de Irwin Allen avec Ford Rainey.
- 1969 : La Frontière de Herschel Daugherty avec Lee Bergere.
- 1975 : The Muppet Show de Jim Henson avec John Lovelady.
- 1982 : Les Bleus et les Gris de Andrew McLaglen avec Gregory Peck
- 1985 : Nord et Sud de Douglas Heyes avec Hal Holbrook.
- 1988 :
  - Red Dwarf de Rob Grant (en) et Doug Naylor avec Jack Klaff.
  - This Is America, Charlie Brown de Bill Melendez avec Frank Welker.
- 1990 : The Civil War de Ken Burns avec Sam Waterston.
- 1991 : The Perfect Tribute de Jack Bender avec Jason Robards.
- 1993 : Animaniacs de Tom Ruegger avec Peter Renaday.
- 1995 :
  - Tad de Rob Thompson avec Kris Kristofferson.
  - Le Laboratoire de Dexter de Genndy Tartakovsky avec Frank Welker.
- 1998 : Histeria ! de Tom Ruegger avec Maurice LaMarche.
- 2001 :
  - Billy et Mandy, aventuriers de l'au-delà de Maxwell Atoms avec Peter Renaday.
  - Time Squad, la patrouille du temps de David Wasson avec Tom Kenny.
- 2011 : Batman : L'Alliance des héros avec Peter Renaday.
- 2014 : Rick et Morty : Episode 11 de la saison 1.
- 2020 : Grant de Malcolm Venville avec Carel Nel.
- 2024 : Manhunt de Monica Beletsky avec Hamish Linklater, adapté du livre du même nom de James L. Swanson.

#### Documentaire
- 1956 : La Face de Lincoln : documentaire télévisé du département de l'université de Californie du Sud, réalisé par Edward Freed avec le sculpteur Merrell Gage qui explique dans ce court métrage comment façonner le visage du 16e président des États-Unis avec de l’argile humide pour représenter les changements du temps en faisant pousser sa barbe, ses cheveux et les rides du visage, montrant ainsi les effets du vieillissement.
- 2009 : Les Derniers Jours d'Abraham Lincoln (Lincolns letzter Tag), de Wilfried Hauke : documentaire de deux épisodes qui retrace la dernière journée d'Abraham Lincoln ainsi que la traque de John Wilkes Booth, entrecoupé de flashbacks sur sa carrière.
- 2013 : Abraham Lincoln, sur les chemins de la liberté, de Carole Bienaimé (France Télévisions) : film documentaire à l'occasion des 150 ans de la signature de la proclamation de l'émancipation des esclaves aux États-Unis par Abraham Lincoln.
- 2016 : Race for the White House (en) produit par Cable News Network : mini-série documentaire qui revient sur les dessous des plus grandes campagnes présidentielles américaines.
- 2020 : Le portrait perdu d'Abraham Lincoln de Jason Cohen.

## Jeux vidéo
- Bien que non prévu par les développeurs de Red Dead Online, un joueur a réussi a reproduire aussi fidèlement que possible un personnage ressemblant au 16e président américain[9].
- BioShock Infinite montre tout au long du jeu un Lincoln diabolisé par les fondateurs de Columbia pour avoir libéré les esclaves ; plus tard, les Vox Populi détournent même les Patriotes motorisés pour les refaire à l'image de Lincoln.
- Dans Civilization V, Lincoln est ajouté dans le pack d'extension Sid Meier's Civilization V : Brave New World (2013) en tant que chef de l'Union dans le scénario de la guerre civile américaine.

## Navire
La marine américaine a honoré sa mémoire en baptisant plusieurs de ses bâtiments de son nom, tel que le USS Abraham Lincoln.

## Parc
Le Lincoln Park est le plus vaste parc urbain public de la ville de Chicago et le deuxième plus grand du pays après celui de Central Park. Il abrite également le Lincoln Monument, une statue de bronze haute de 3,7 m en hommage à Lincoln.